# هیلزبورو (اوهایو)
هیلزبورو(به انگلیسی: Hillsboro) شهری در ایالت اوهایو کشور ایالات متحده آمریکا است که جمعیت آن در سرشماری سال ۲۰۱۰ میلادی، ۶٬۶۰۵ نفر بوده‌است.